# Solgenia
Die Solgenia ist ein Forschungsschiff und Solarboot in zweiter Generation der Hochschule Konstanz und das weltweit erste überhaupt mit einem Photovoltaik-Wasserstoff-Elektro-Hybridantrieb für solare Brennstoffzellentechnik, Photovoltaik und Wasserstofftechnologie kombiniert, flankiert von einem Informations-Management-System an Bord, das für ein stets optimales Betriebsverhalten durch ein vorausschauend adaptives intelligentes Energie- und Datensystem sorgt.
Die Schiffstaufe fand am 21. Juni 2007 auf dem Seerhein (Bodensee) an der Bootsanlegestelle direkt vor der Hochschule Konstanz statt.
Der Wasserstoff wird an Land mit einer Photovoltaikanlage erzeugt und in Gasflaschen zwischengespeichert. Bei Bedarf wird damit das Boot betankt.

## Das Entwicklerteam
Das Forschungsschiff der Hochschule Konstanz wird an der Fakultät für Elektrotechnik und Informationstechnik unter der Leitung von Christian Schaffrin und Richard Leiner entwickelt, verantwortlicher Laboringenieur ist Alexander Kirjuchin. Das Forschungsprojekt wird gefördert durch das Umweltministerium des Landes Baden-Württemberg, das Bundesverkehrsministerium in Berlin sowie einer Anzahl Firmen und Personen.

## Technische Daten der Solgenia
- Abmessungen siehe Infobox
- Elektrisches System
  - PV-Generator: 720 Wp
  - Batteriekapazität (80 %): 210 Ah
  - Systemspannung: 48 V
  - Brennstoffzellen: 2 × 1,2 kW
  - Wasserstofftank: 70 l, 350 bar
- Antrieb
  - Asynchronmotor: 4/8 kW, 2300/min
  - Propeller: 3 Flügel, 1125/min
  - Durchmesser: 406 mm
  - Steigung: 292 mm
  - Flächenverhältnis: 50 %

## Das Vorgängerschiff, die Korona
Das erste Solarboot als Forschungsschiff der FH Konstanz, die Korona, wurde seit 1987 von Christian Schaffrin und seinem damaligen Team entwickelt. Seit dieser Zeit fährt die Korona störungsfrei und zuverlässig über den Bodensee. Die Korona ist ein Solarboot mit 7,2 m Länge, das bis zu sechs Personen befördert und deren knapp 10 m² Solarzellen einen 2,2-kW-Elektromotor versorgen, der das Boot bis zu einer Geschwindigkeit von 12 km/h antreiben kann. Die Batterien erlauben eine Reichweite bis 70 km. Bei Sonnenschein ist die Reichweite prinzipiell unbegrenzt, wenn auch mit verminderter Beschleunigung und Reisegeschwindigkeit bei leeren Batterien. Die Korona gewann 1988 die erste Solarboot-Regatta auf dem Neuenburgersee in der Schweiz. Das Entwicklerteam nannte damals einen Preis von 100.000 DM für die Kleinserienfertigung der Solaryacht (dies entspricht inflationsbereinigt heute etwa 110.000 Euro).